# Invandring till Kanada
| Årlig invandring till Kanada 2000-2017       |
| -------------------------------------------- |
| Källa: OECD International Migration Database |

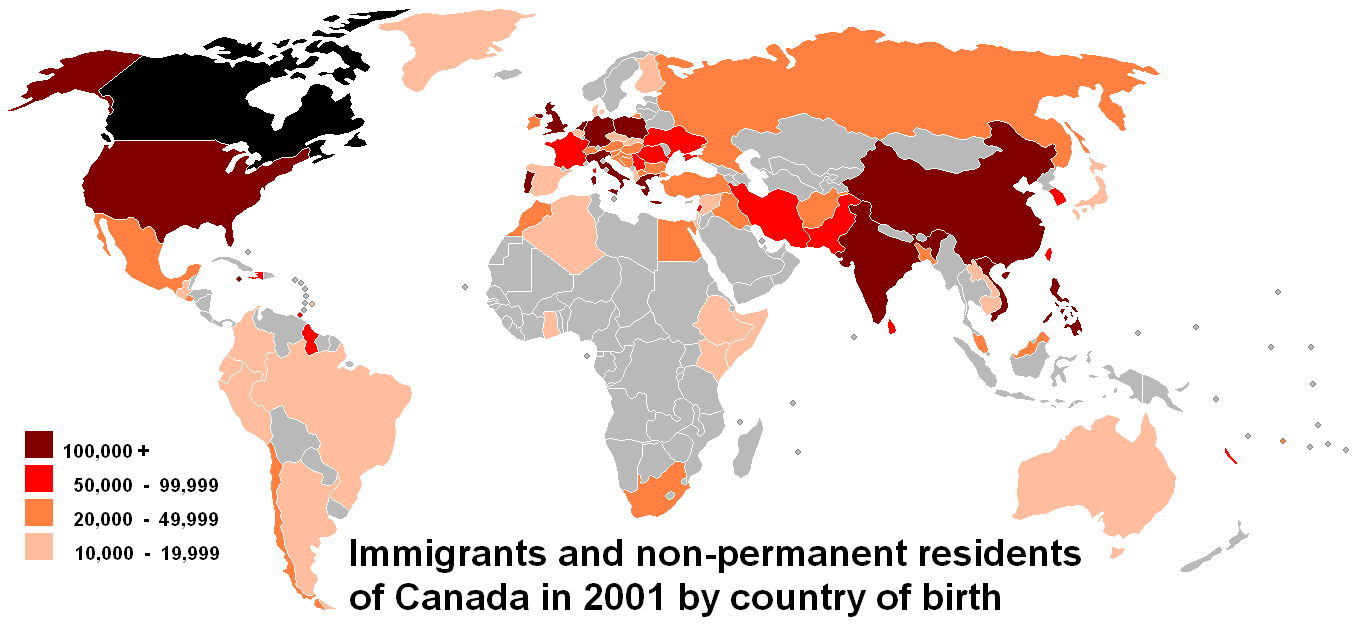
Karta över antalet invandrare i Kanada som har sitt ursprung i andra länder år 2001 enligt Statistics Canada.

Invandring till Kanada är processen där vissa migrerar till Kanada för att sedan bosätta sig där permanent. Majoriteten av invandrarna till Kanada blir kanadensiska medborgare. Sedan 1947 har immigrationslagarna i landet genomgått många förändringar, särskilt med Immigration Act 1976 och den nuvarande Immigration and Refugee Protection Act från 2002. 